# Onthophagus interstitialis
Onthophagus interstitialis là một loài bọ cánh cứng trong họ Bọ hung (Scarabaeidae).